# Gąsawy Rządowe
Gąsawy Rządowe – wieś w Polsce położona w województwie mazowieckim, w powiecie szydłowieckim, w gminie Jastrząb. Ma status sołectwa.
W latach 1954–1972 wieś należała i była siedzibą władz gromady Gąsawy Rządowe. W latach 1975–1998 miejscowość administracyjnie należała do województwa radomskiego.
Wieś jest siedzibą rzymskokatolickiej parafii św. Edwarda.

## Historia
Słownik geograficzny Królestwa Polskiego wymienia Gąsawy Rządowe jako wieś rządową w powiecie radomskim, gminie Rogów parafii Jastrząb. Jest tu kościół filialny do roku 1485 parafialny. W roku 1841 odnowiony, drewniany.
W drugiej połowie XIX w. wieś posiadała 42 domy, 288 mieszkańców i 1678 mórg ziemi włościańskiej.
Zapis ten o parafii u Długosza  potwierdza istnienie Gąsaw Rządowych w XV w.